# 主婦の店マルカワ
株式会社主婦の店マルカワは、かつて茨城県西茨城郡岩瀬町に本社を置き、茨城県中部を中心にスーパーマーケット「主婦の店マルカワ」「ビッグ・エム」などを展開していた企業。
2002年に経営破綻しカスミが買収。カスミの持株会社であった、株式会社ティ・エイチ・オー・エムに営業譲渡された。

## 概要
丸川木材の社長であった川那子克一氏が1963年に現在の茨城県桜川市岩瀬で有限会社「主婦の店岩瀬店」として創業。1970年に「主婦の店マルカワ」へ商号変更した。本社のある岩瀬町に流通センターを置き、県央地区・県西地区、特に水戸線沿線を中心にスーパーマーケット事業を展開していた。
1994年にはディスカウントストア業態の「ビッグエム」を出店し、ホームセンター業態の「ホームセンターマルカワ」、衣料品店「ファミリーファッションマルカワ」も展開し、経営多角化を図ったが振るわなかった。

### 経営破綻
2002年6月28日付で民事再生法の適用を申請、同日カスミが支援を発表。同年7月5日にカスミが営業譲渡を受けると発表、同年10月28日に約37億円で買収して営業譲渡を受けた。

### 社名
創業家の祖業である丸川木材株式会社から丸川を受け、カタカナで表現している。

## 沿革
- 1963年（昭和38年）
  - 3月：有限会社主婦の店岩瀬店を設立、資本金300万円[8]
  - 4月5日：主婦の店岩瀬店を岩瀬町岩瀬246-1で創業[9]
- 1967年（昭和42年）11月：笠間市の地元スーパーを買収し、笠間店を開店する。
- 1970年（昭和45年）
  - 3月：主婦の店マルカワへ商号変更、資本金を2,000万円に増資[8]
  - 8月6日：友部店開店[10]。12月には友部店に衣料部門を新設する[8]。

- 1972年（昭和47年）
  - 3月：株式会社化[11]
  - 5月：赤塚店を開店し水戸市に進出する[8]。
- 1975年（昭和50年）2月：西原店開店[8]
- 1976年（昭和51年）10月：
  - 水戸渡里店開店[8]
  - 笠間店を新装移転し笠間ショッピングプラザが開店する[8]。
- 1977年（昭和52年）12月：水戸千波店開店[8]
- 1979年（昭和54年）10月：
  - 茂木店を開店し、栃木県へ進出[8]。
  - ホームセンターマルカワ友部店開店[12]
- 1980年（昭和55年）
  - 3月：資本金1億円に増資[8]
  - 12月：岩瀬店を新築移転し岩瀬ショッピングプラザが開店する[8]。
- 1982年（昭和57年）5月1日：ホームセンターマルカワ元吉田店開店[12]。
- 1992年（平成6年）︰「ビッグ・エム」初出店として結城ショッピングプラザを改装[13]
- 2002年（平成14年）
  - 6月28日：民事再生法の適用を申請[2]。同日カスミが、株式会社主婦の店マルカワ、マルカワ商事株式会社への支援を発表[6]。
  - 10月28日：カスミが約37億円で買収し、カスミの持株会社であった、株式会社ティ・エイチ・オー・エムが営業を譲受[3][6]。
- 2003年（平成15年）11月25日︰旧マルカワ店舗の営業をカスミ本体へ移管すると発表、マルカワ、ビッグエムから順次カスミ店舗へ転換される[7]。

## 店舗

### マルカワ/ビッグエム
| 地区     | 店舗名                             | 住所                                 | 備考 |
| -------- | ---------------------------------- | ------------------------------------ | --- |
| 県央地区 | マルカワいわせショッピングプラザ   | 西茨城郡岩瀬町御領1−58               | →カスミ岩瀬御領店 →カスミフードスクエア岩瀬店 |
| 県央地区 | マルカワかさまショッピングプラザ   | 笠間市笠間1602                       | →カスミ笠間店 |
| 県央地区 | マルカワいばらきショッピングプラザ | 東茨城郡茨城町前田1694-1             | →カスミ茨城店 →スポーツカムイ・セリア →建て替え →Honda Cars 茨城西 水戸南店                                                                                            |
| 県央地区 | ビッグエム元吉田店                 | 水戸市元吉田町1521                   | 元・ホームセンターマルカワ元吉田店 |
| 県央地区 | マルカワ西原店                     | 水戸市西原2-8-2                      | |
| 県央地区 | マルカワ渡里店                     | 水戸市堀町967-2                      | →カスミ渡里店 |
| 県央地区 | ビッグエム吉沢店                   | 水戸市米沢町1-1                      | |
| 県央地区 | ビッグエム友部店                   | 西茨城郡友部町美原1-5-30             | 元・ともべショッピングプラザ その後 トムズ友部店 →ヤマダ電機友部店→ケーヨーデイツー友部店                                                                              |
| 県西地区 | ビッグエム下館店                   | 下館市乙223-5                        | |
| 県西地区 | ビッグエム結城店                   | 結城市結城7556-1                     | 元・伊勢甚チェーン結城店 →伊勢甚ジャスコ結城店 →マルカワゆうきショッピングプラザ その後 カスミ結城北店 →スーパーセンタートライアル結城店 →建て替え →カワチ薬品結城北店 |
| 県西地区 | マルカワ八千代店                   | 結城郡八千代町菅谷1086-1             | →カスミ八千代店 |
| 県北地区 | ビッグエムひたちなか店             | ひたちなか市馬渡2565-9               | |
| 県北地区 | ビッグエム那珂店                   | 那珂郡那珂町菅谷5474-1               | →トムズ那珂店 |
| 県北地区 | ビッグエム東海店                   | 那珂郡東海村舟石川572-1              | →トムズ東海店 →カスミフードスクエア舟石川店 |
| 県南地区 | マルカワ石岡店                     | 石岡市東光台3-3982-1 ※東光台3丁目1-8 | →カスミ石岡東光台店→三洋堂書店石岡店 |
| 県南地区 | ビッグエム千代田店                 | 新治郡千代田町下稲吉2654-1           | →富士書店千代田店 |
| 栃木県   | ビッグエム平松本町店               | 宇都宮市平松本町109-1                | |
| 栃木県   | マルカワ新町店                     | 宇都宮市新町2-6-23                   | |
| 栃木県   | マルカワ真岡店                     | 真岡市荒町2-20-1                     | |

### ファミリーファッションマルカワ
- 友部店︰西茨城郡友部町八雲1-4-21

### 流通センター
- 西茨城郡岩瀬町御領1丁目19番地
  - 現・カスミ岩瀬流通センター